# Бекхьон
Бьон Бекхьон (кор. 변백현, англ.  Byun Baek-hyun, нар. 6 травня 1992, Пучхон, Кьонгі, Південна Корея) — південнокорейський співак і актор, більш відомий під сценічним ім'ям «Бекхьон». Бекхьон є учасником хіп-хоп групи EXO, підгрупи EXO-K і підрозділу EXO-CBX.

## Ранні роки
Бекхьон народився 6 травня 1992 року в Пучхоні провінції Кьонгі, Республіка Корея. У нього є брат з іменем Пен Пекпьон, який старший на 7 років. Майбутня зірка почала тренуватися ще з 11 років, під враженням від співака Rain. Бекхьон навчався в Jungwon High School в Пучхоні, де був ведучим співаком у шкільній групі «Honsusangtae», а також переміг на місцевому музичному конкурсі. Він відвідував уроки гри на фортепіано учасника рок групи DickPunks Кім Хен У. Крім музики, він захоплювався бойовими мистецтвами. У Бекхьона - третій дан і чорний пояс з хапкідо.
Під час підготовки до вступних іспитів у Seoul Institute of the Arts Бекхьон був помічений S. M. Entertainment. Пізніше, в 2011 році через S. M. Casting System Бекхьон потрапив в агентство. Поряд з іншими членами ЕХО, Чханелем і Сухо, Бекхьон відвідував Kyung Hee Cyber University, а також брав онлайн-заняття з Culture та Arts Department of Business Administration.

## Кар'єра

### 2012-2015: Дебют і початок кар'єри
Офіційно Бекхьон приєднався до групи 30 січня 2012 року. Сама група дебютувала 8 квітня 2012 року.
В лютому 2014, Бекхьон і Сухо стали постійними ведучими на телевізійному шоу Inkigayo, яке транслювалося на кабельному каналі SBS. У листопаді 2014, вони покинули шоу і зосередилися з іншими учасниками групи на поверненні на сцену. У липні того ж року Бекхьон здійснив свій музичний театральний дебют, отримавши провідну роль в мюзиклі «Співці під дощем» виробництва південнокорейського агентства SM C&amp;C.
У квітні 2015, Бекхьон виконує саундтрек «Beautiful» до вебдорами «ЕХО по сусідству». Пісня зайняла лідируючу позицію в чартах. У травні 2015 було оголошено, що Бекхьон буде грати головну роль у фільмі «Dokgo» з актором Е Чжин Го. Тим не менш, зйомки фільму були припинені і перенесені на січень того ж року. У грудні 2015 Бекхьон віддав шану покійному співакові Кім Хьон Сіку, виконавши пісню «Like Rain Like Music» на шоу GayoDaejeon, яке транслювалося по SBS каналу. Студія звукозапису пізніше випустила пісню в цифровому вигляді.

### 2016-по теперішній час: Діючі ролі і EXO-CBX

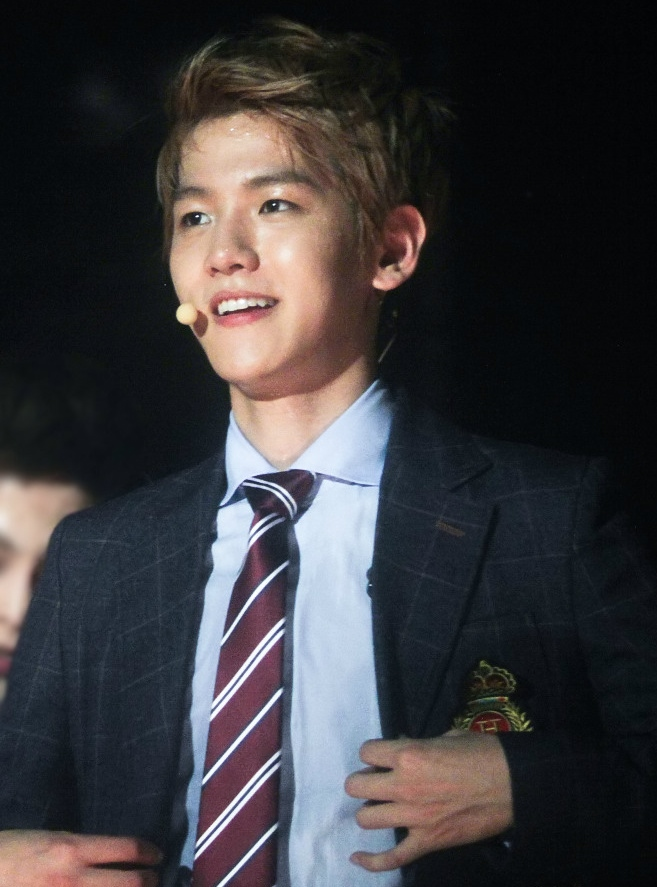
Бекхьон на MTV World Stage в Малазії

У січні 2016 Бекхьон і Сюзі з Miss A здійснили дебют з піснею «Dream». Пісня швидко досягла високої позиції в чартах, а пізніше було організовано виступ на Gaon's weekly digital chart. «Dream» п'ять разів посідала перші місця на музичних передачах Music Bank і Inkigayo. У квітні того ж року, Бекхьон отримав нагороду YinYueTai V-Chart як найвідоміший співак в Південній Кореї. У травні Бекхьон і K. Will виконали баладу «The Day».
У серпні Бекхьон зіграв в дорамі «Яскраво-червоні Серця: Корьо» (південнокорейська адаптація китайської новели «Bu Bu Xin Jing»). Бекхьон отримав другорядну роль, граючи принца Ван Йона, поряд з такими акторами, як: Лі Джун Кі, Кан Ха Ниль, Лі Чжи Ен і співачкою Сохьон. Він також виконав саундтрек до дорами разом з Ченом і Сюміном, під назвою «For You».
У жовтні 2016 він, Чен і Сюмін стали офіційними учасниками підгрупи ЕХО-CBX. Їх дебют з піснею «Hey Mama!» було здійснено 31 жовтня. У листопаді того ж року Бекхьон взяв участь у турнірі «2016 S. M. Super Celeb League» по League of Legends, де він грав з Heechul, двома професійними гравцями, а також з фанатами з Кореї і Китаю.

## Особисте Життя
19 червня 2014 року S. M. Entertainment підтвердило відносини між Бекхьоном і Тейон (учасницею групи Girls Generation). Однак у вересні 2015 року репортери повідомили, що вони розійшлися.

## Галерея

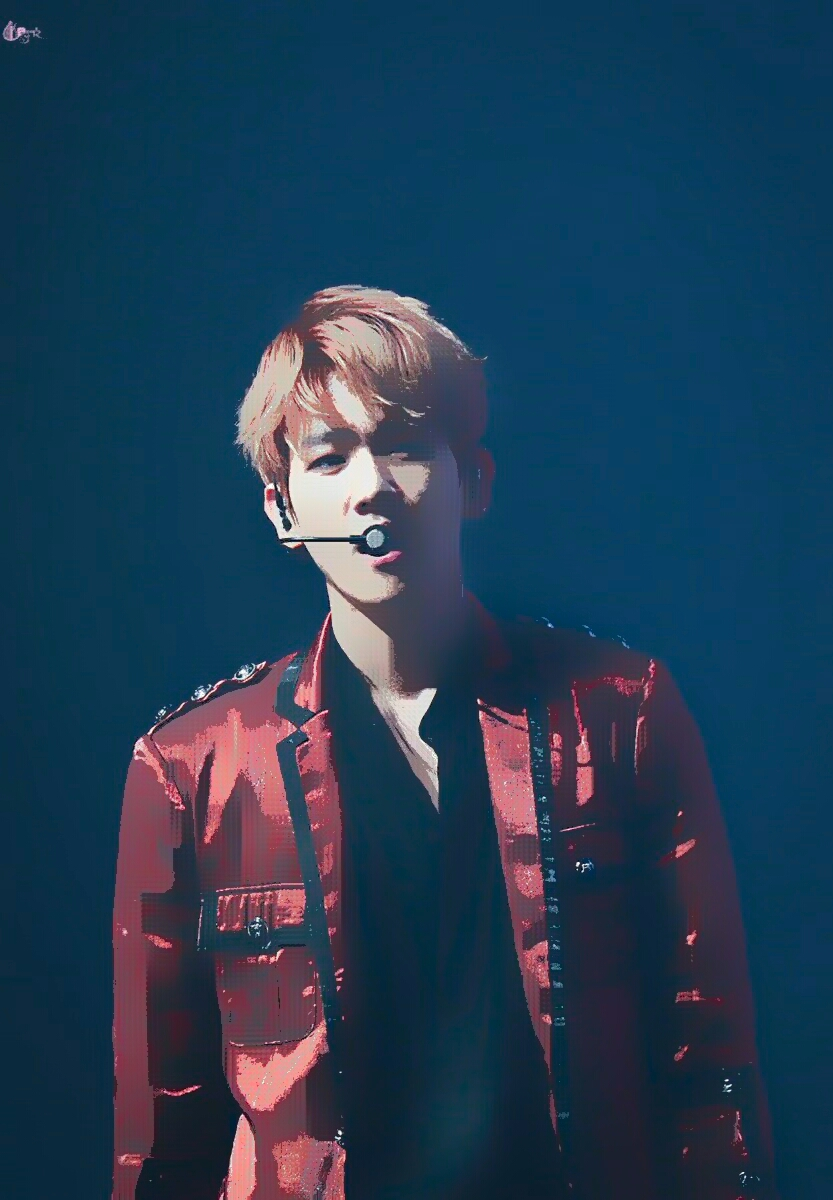
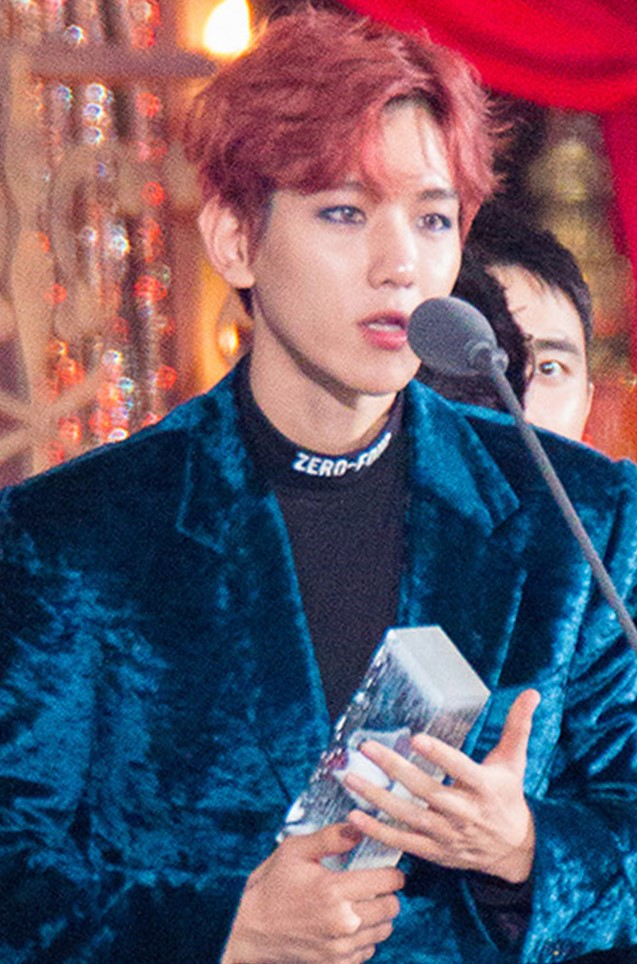
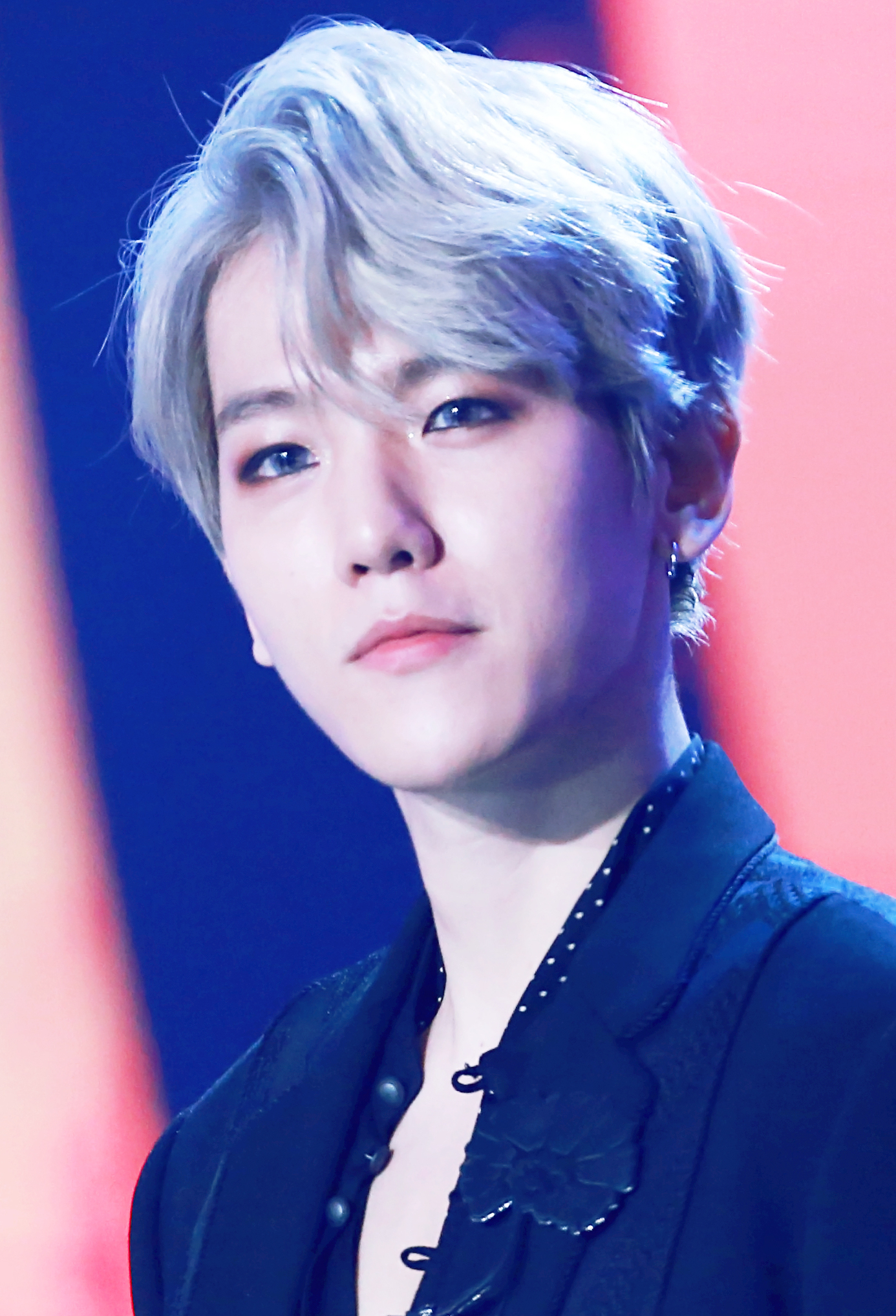
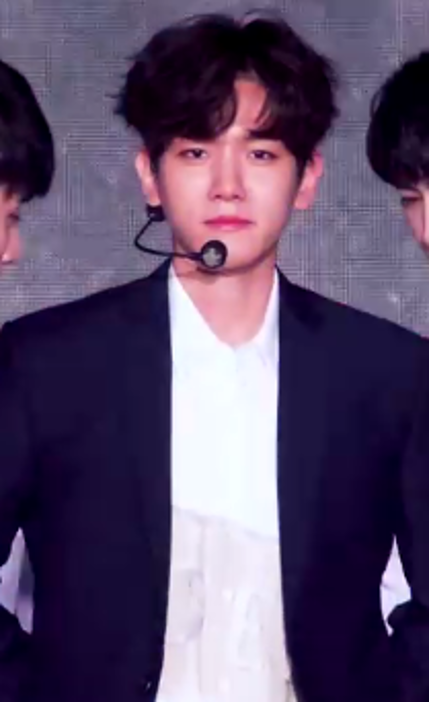
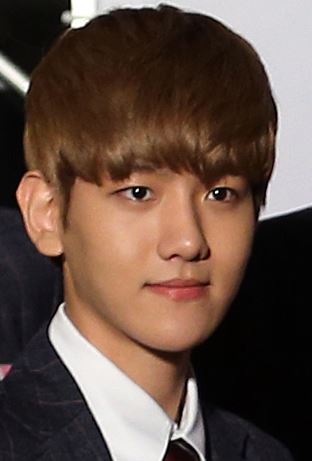
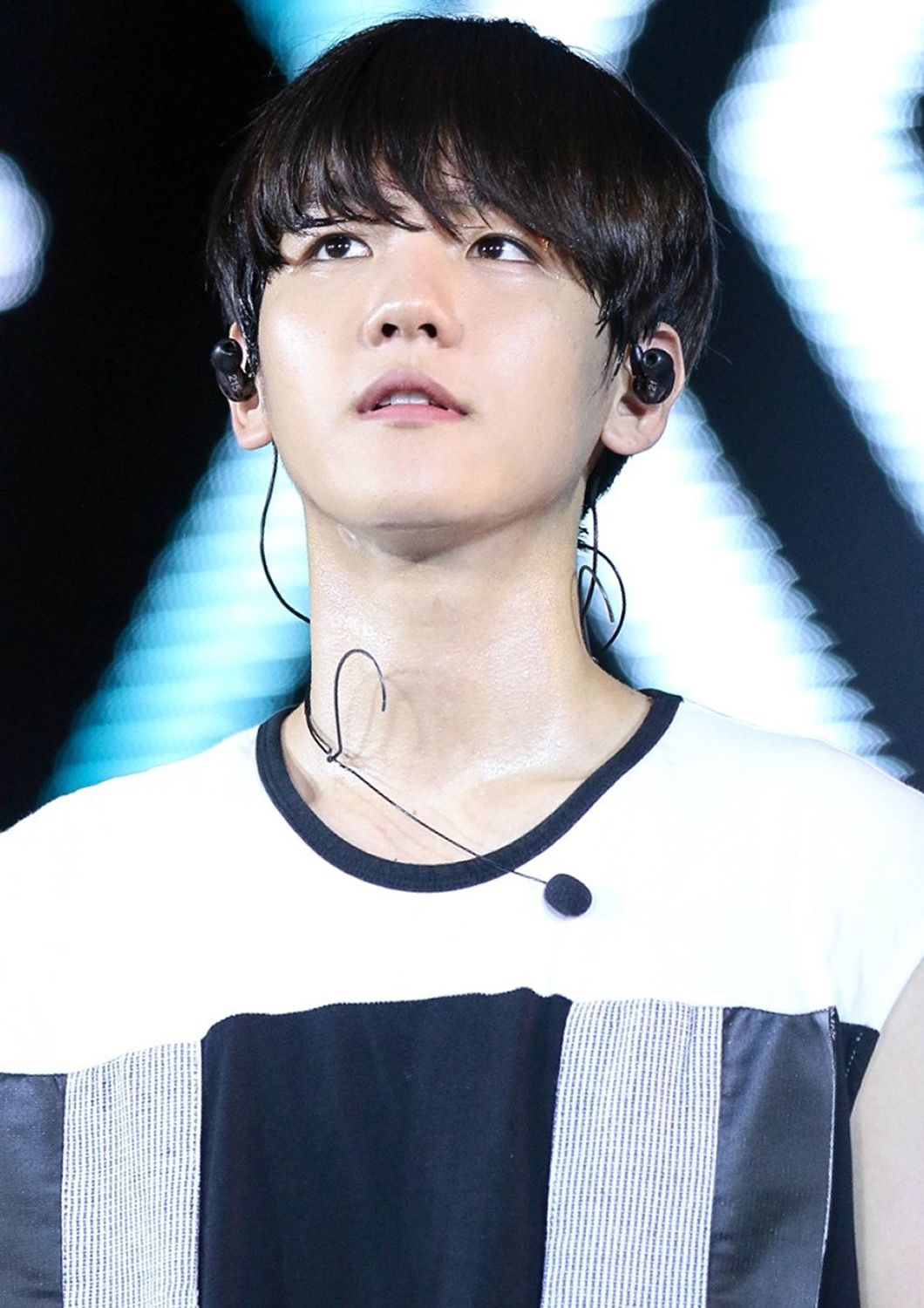
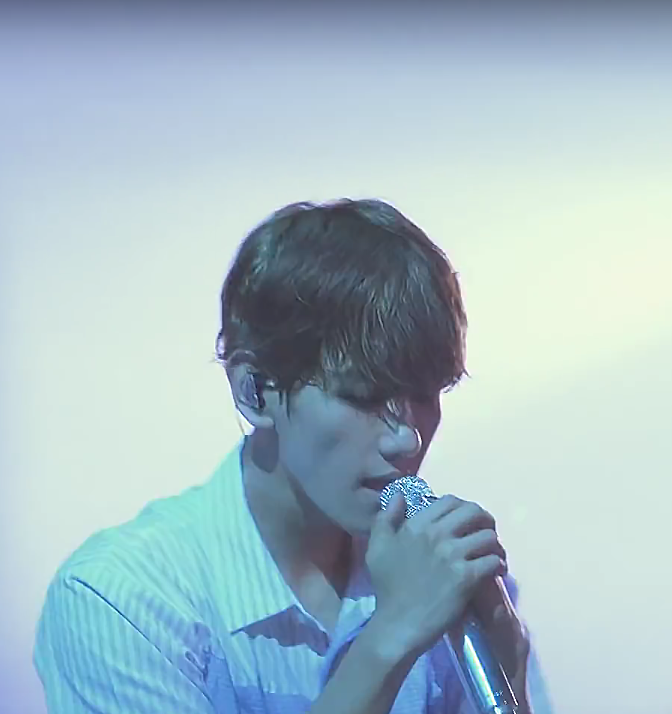
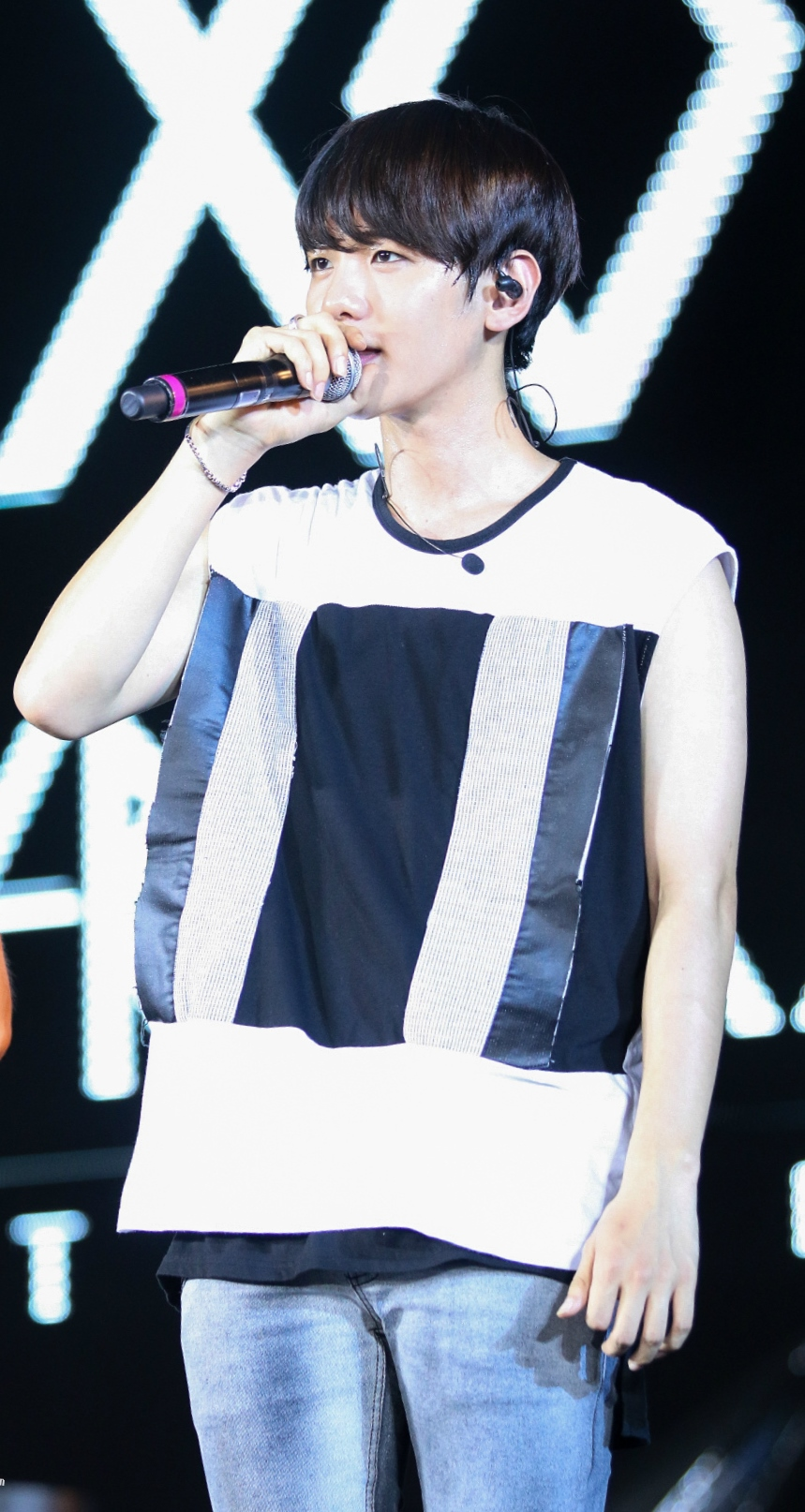
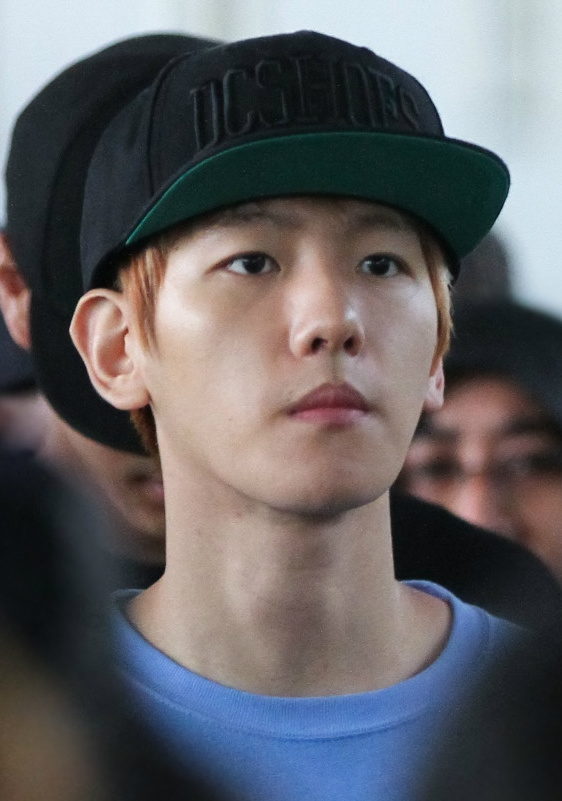
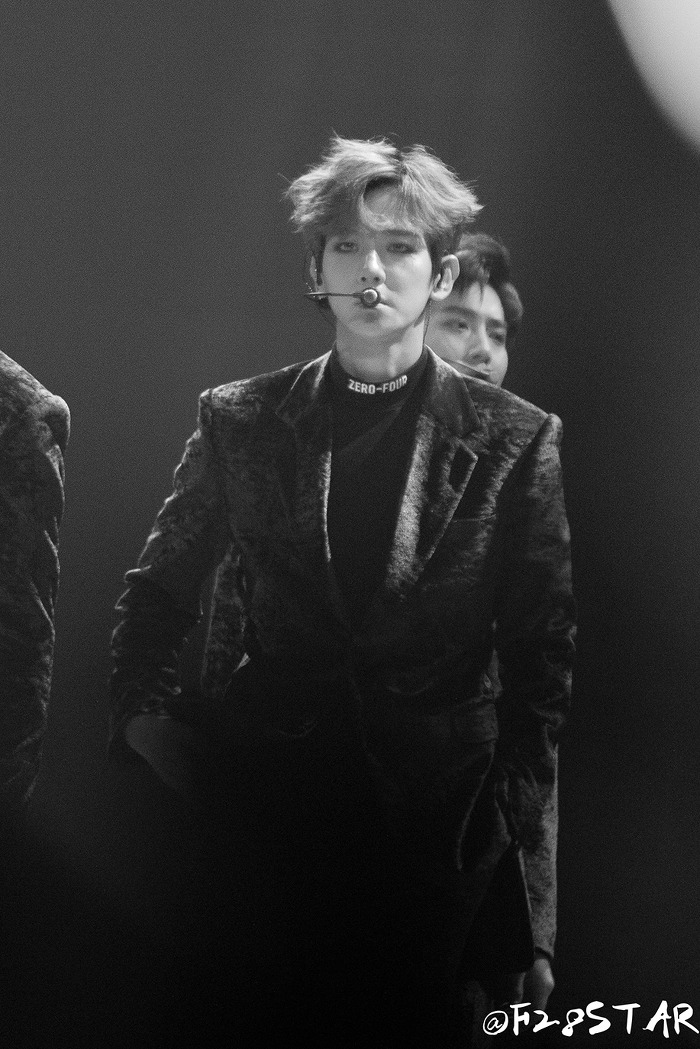

## Дискографія

### Сингли
| Назва   | Деталі альбому                                  | Позиції в чартах | Продажі     |
| Назва   | Деталі альбому                                  | KOR Gaon         | Продажі     |
| ------- | ----------------------------------------------- | ---------------- | ----------- |
| «Dream» | Випущений 7 січня 2016 р.                       | 1                | KOR: 36,259 |
| «Dream» | Label: MYSTIC Entertainment, LOEN Entertainment | 1                | KOR: 36,259 |
| «Dream» | Формати: CD, скачування                         | 1                | KOR: 36,259 |

### Пісні
| Назва                                      | Рік                       | Позиції в чартах          | Позиції в чартах          | Позиції в чартах          | Продажі                   | Альбом                             |
| Назва                                      | Рік                       | KOR Gaon                  | CHN Baidu                 | US World                  | Продажі                   | Альбом                             |
| В якості ведучого співака                  | В якості ведучого співака | В якості ведучого співака | В якості ведучого співака | В якості ведучого співака | В якості ведучого співака | В якості ведучого співака          |
| ------------------------------------------ | ------------------------- | ------------------------- | ------------------------- | ------------------------- | ------------------------- | ---------------------------------- |
| «My Turn To Cry»                           | 2014                      | -                         | -                         | -                         | KOR: 16,969+              | Exology Chapter 1: The Lost Planet |
| «Like Rain, Like Music»                    | 2015                      | 40                        | -                         | -                         | KOR: 39,638+              | 2015 Gayo Daejeon Limited Edition  |
| Співпраця                                  |                           |                           |                           |                           |                           |                                    |
| «Dear My Family» (as part of SM Town)      | 2012                      | -                         | -                         | -                         | Немає                     | ОСТ до «Я Є»                       |
| «The Day We Met» (as a part of I Am Korea) | 2015                      | -                         | -                         | -                         | Немає                     | Благодійні сингли                  |
| «One Dream One Korea» (з various artists)  | 2015                      | -                         | -                         | -                         | Немає                     | Благодійні сингли                  |
| Dream (з Suzy)                             | 2016                      | 1                         | -                         | 3                         | KOR: 1,268,501+           | Dream                              |
| «The Day» (з K. Will)                      | 2016                      | 8                         | -                         | 21                        | KOR: 231,025+             | Не альбомний сингл                 |
| Саундтреки                                 |                           |                           |                           |                           |                           |                                    |
| «Beautiful»                                | 2015                      | 7                         | 1                         | -                         | KOR: 215,163+             | ОСТ до «ЕХО по Сусідству»          |
| «For You» (з Chen & Xiumin)                | 2016                      | 5                         | -                         | -                         | KOR: 597,426+             | ОСТ до «Червоні Серця: Корі»       |

## Фільмографія

### Телесеріали
| Назва                          | Рік  | Роль               | Канал         | Нотатки               |
| ------------------------------ | ---- | ------------------ | ------------- | --------------------- |
| «Для тебе у всій красі»        | 2012 | самого себе        | SBS           | Камео, поява з ЕХО-ДО |
| «ЕХО по сусідству»             | 2015 | самого себе        | Naver TV Cast | головна роль          |
| «Яскраво червоні Серця: Корьо» | 2016 | 10-й принц Ван Йон | SBS           | другорядна роль       |

### Різні шоу
| Рік  | Назва                               | Канал   | Роль                | Нотатки                                                    |
| ---- | ----------------------------------- | ------- | ------------------- | ---------------------------------------------------------- |
| 2013 | «Idol Star Athletics Championships» | MBC     | учасник             | разом з Чаньолем, Сухо, Сехуном, Тао і Луханом             |
| 2013 | «Зоряний король»                    | SBS     | Гість               | разом з Сухо, Сюміном, Каєм, Луханом і Сехуном             |
| 2013 | «Beatles Code 2»                    | Mnet    | Гість               | разом з Діо, Сюміном, Леєм, Сухо і Сехуном                 |
| 2013 | «Idol Star Athletics Championships» | MBC     | учасник             | разом з Сухо, Луханом, Сюміном, Сехуном, Крісом, Каєм, Тао |
| 2013 | «Three Turns»                       | MBC     | гість               | разом з Сухо                                               |
| 2013 | «Three Turns»                       | MBC     | гість               | Разом з Луханом                                            |
| 2013 | «Супер-хіт»                         | Mnet    | гість               | разом з Леєм, Діо, Ченом і Луханом                         |
| 2014 | «Roommate»                          | SBS     | гість               | 13 серія                                                   |
| 2015 | «Idol Star Athletics Championships» | MBC     | гість               | разом з Сухо                                               |
| 2015 | «Привіт, Контролер»                 | KBS     | гість               | 220 серія, разом з Чаньолем і Ченом                        |
| 2015 | «Повернення Супермена»              | KBS     | гість               | 79 серія, з Чаньолем                                       |
| 2015 | «Клуб після школи»                  | Arirang | гість               | 165 серія, з Каєм                                          |
| 2015 | «The Capable Ones»                  | MBC     | спеціальний ведучий | 1 серія                                                    |
| 2015 | «Cool Kiz on the Block»             | KBS2    | спеціальний гість   | 165 серія                                                  |
| 2015 | «Naked 4 Show (S 2)»                | Mnet    | Розмова і Хічоле    | 15 серія                                                   |
| 2016 | «Фантастичний дует»                 | SBS     | гість               | 3-4 серії, з Чаньолем, Діо, Сухо, Сюміном і Ченом          |
| 2016 | «Cool Kiz On The Block 阳光艺体能»  | HBTV    | гість               | разом з Чаньолем, Діо, Сухо, Сюміном, Ченом                |
| 2016 | «Idol Chef King»                    | MBC     | суперник            | разом з Сухо                                               |

### Радіо
| Рік  | Назва                         | Роль  | Станція         | Примітки                                             |
| ---- | ----------------------------- | ----- | --------------- | ---------------------------------------------------- |
| 2013 | «SoundK»                      | Гість | Arirang Radio   | з Сухо, Крісом, Ченом                                |
| 2013 | «Sukira Kiss the Radio»       | Гість | KBS Cool FM     | з Леєм, Ченом, Чаньолем, Діо.                        |
| 2013 | «Sukira Kiss the Radio»       | Гість | KBS Cool FM     | з Ченом                                              |
| 2013 | «Cultwo Show»                 | Гість | SBS Power FM    | з Леєм, Сухо, Крісом, Чаньолем, Діо, Сюміном, Каєм   |
| 2013 | «Sukira Kiss the Radio»       | Гість | KBS Cool FM     | з Ченом                                              |
| 2013 | «Lee Sora's Gayo Plaza Radio» | Гість | KBS Cool FM     | З Ченом і Діо                                        |
| 2013 | «K. Will's Youngstreet»       | Гість | SBS Power FM    | З Ченом і Діо                                        |
| 2014 | «Sukira Kiss the Radio»       | Гість | KBS Cool FM     | з Кім Хі Чолем і Ревеком                             |
| 2015 | «Cultwo Show»                 | Гість | SBS Power FM    | з Сухо, Діо, Сехуном, Ченом, Чаньолем, Сюміном, Каєм |
| 2015 | «Noon Song of Hope»           | Гість | MBC Standard FM | з Сюміном і Сехуном                                  |

### Ведучий
| Назва      | Роль                | Канал | Дата                             | Нотатки    |
| ---------- | ------------------- | ----- | -------------------------------- | ---------- |
| Music Bank | спеціальний ведучий | KBS   | 07.06.2013 23.08.2013 06.09.2013 | з Чаньолем |
| Inkigayo   | головний ведучий    | SBS   | 02.02.2014 — 09.11.2014          | з Сухо     |
| Inkigayo   | спеціальний ведучий | SBS   | 12.06.2016                       | з Сухо     |

### Музичні відеокліпи
| Рік              | Назва                      | Інші артисти          |
| провідний артист | провідний артист           | провідний артист      |
| ---------------- | -------------------------- | --------------------- |
| 2015             | «Beautiful»                | -                     |
| співпраця        |                            |                       |
| 2012             | «Dear My Family»           | SM Town               |
| 2016             | Dream                      | Сюзі                  |
| 2016             | «The Day»                  | K. Will               |
| як гість         |                            |                       |
| 2012             | «Twinkle»                  | Girls' Generation-TTS |
| 2014             | «Dance з D. O. C» (Remake) | DJ DOC                |

### Мюзикл / театр
| Рік  | Назва                 | Роль       | Нотатки       |
| ---- | --------------------- | ---------- | ------------- |
| 2014 | «Singin' in the Rain» | Дон Локвуд | провідна роль |

## Нагороди та номінації
| Рік  | Нагорода                     | Категорія                                 | Номінована робота | Результат |
| ---- | ---------------------------- | ----------------------------------------- | ----------------- | --------- |
| 2016 | 4-й YinYueTai V-Chart Awards | Найпопулярніший співак (Республіка Корея) | -                 | Перемога  |
| 2016 | 1-й Asia Artist Awards       | Нагорода популярному акторові             | -                 | Перемога  |
| 2016 | 8-й Melon Music Awards       | Кращий R&B/Soul з Сюзі                    | Dream             | Перемога  |
| 2016 | 8-й Melon Music Awards       | Пісня року з Сюзі                         | Dream             | Номінація |
| 2016 | 18-й Mnet Asian Music Awards | Краще співробітництво з Сюзі              | Dream             | Перемога  |
| 2016 | 18-й Mnet Asian Music Awards | HotelsCombined-Пісня року з Сюзі          | Dream             | Номінація |
| 2017 | 12-й Soompi Awards           | Краще співробітництво з Сюзі              | Dream             | Номінація |
| 2017 | 12-й Soompi Awards           | Кращий ОСТ до дорами з Сіуміном і Чхеном  | For You           | Номінація |
| 2017 | 12-й Soompi Awards           | Найкращий айдол-актор                     | -                 | Номінація |
| 2017 | 31-й Golden Disk Awards      | Digital Bonsang з Сюзі                    | Dream             | Номінація |